# Erwin Freytag
Erwin Alexander Klaus Adelbert Freytag (* 16. April 1907 in Wesselburen; † 13. Juni 1987 in Reinbek) war ein deutscher Autor und evangelisch-lutherischer Theologe.

## Leben
Er wurde als Sohn des Musikers und Geschäftsführers Georg Louis Alexander Freitag und seiner Frau Margarethe Dorothea geb. Sievers geboren. Nach dem Abschluss der Mittelschule in Wesselburen lernte er Bankkaufmann. Nach dem Ende der Lehre besuchte er die Oberrealschulen in Neumünster und Heide zu, wo er im Jahre 1929 die Reifeprüfung ablegte. Danach studierte er Geschichte und Theologie an den Universitäten Marburg, Jena, Bethel, Gießen, Kiel und Erlangen. Nach dem Bestehen des 2. theologischen Examens und der Ordination im Jahr 1936 war er Hilfsgeistlicher in Schlichting (Kreis Dithmarschen) und ab 1940 Pastor in Sieverstedt. 1939 wurde Freytag zum Kriegsdienst eingezogen. Am 23. Juli 1943 heiratete Freytag in Wesselburen Christa Reimers (1921–2016). Aus dieser Ehe gingen vier Söhne und eine Tochter hervor. Ab 1944 war er als Divisionspfarrer auf der Insel Rhodos tätig. Von 1945 bis 1948 wirkte er in der Kriegsgefangenschaft als Lagerpfarrer im britischen Suezkanal-Distrikt. Nach der Rückkehr aus der Kriegsgefangenschaft nahm er wieder sein Amt in Sieverstedt auf, bis er 1953 nach Uetersen berufen wurde. Hier wirkte Erwin Freytag bis zum Eintritt in den Ruhestand am 1. Oktober 1971.
Von jeher begeisterte ihn die plattdeutsche Sprache und er hielt von 1957 bis 1967 im NDR die plattdeutschen Morgenandachten und predigte auch sonst vielerorts plattdeutsch. Freytag zog 1971 nach Ertinghausen (Solling) und widmete sich von dort aus an der nahe gelegenen Universität Göttingen dem Studium mittelalterlicher Geschichte. Im Jahre 1981 zog er mit seiner Frau an seinen letzten Wohnsitz in Reinbek.
Schon vor und neben seiner pfarramtlichen Tätigkeit hatte Freytag sich schon immer mit der Geschichtswissenschaft, insbesondere auch den historischen Hilfswissenschaften Diplomatik, Genealogie und Heraldik befasst. Als Stipendiat des „Stipendium Harmsianum“ konnte Freytag mehrfach im Reichsarchiv und in der Königlichen Bibliothek in Kopenhagen arbeiten. Im Ruhestand suchte er 1974 in Rom das Vatikanische Archiv, die Vatikanische Bibliothek und das Deutsche Historische Institut auf.
Schon seit 1929 entwickelte Freytag eine reiche schriftstellerische Tätigkeit und schrieb zahlreiche Aufsätze und Arbeiten aus dem Gebiete der Geschichte und Kirchengeschichte. Sein wohl bekanntestes heimatgeschichtliches Werk ist die 1951 erschienene Chronik des Kirchspiels Sieverstedt, das in einer überarbeiteten Auflage im Jahre 1983 neu erschien. Weiter veröffentlichte er eine große Zahl von Arbeiten, die genealogische Zusammenhänge, besonders auch Quellen betreffen, die in der Zeitschrift der Hamburger genealogischen Gesellschaft veröffentlicht wurden. In der Schleswig-Holsteinischen Gesellschaft für Familienforschung und Wappenkunde e. V. war Erwin Freytag eins der ältesten und aktivsten Mitglieder.
1962 und 1963 veröffentlichte er die wissenschaftlich abschließende Genealogie der Ritter von Barmstede, eins der ältesten südholsteinischen Adelsgeschlechter. Es folgte bis kurz vor seinem Tod eine lange Reihe von Arbeiten wie die über die Ahnen Theodor Storms, die Hausmarken in Meldorf und genealogische Quellen in Schleswig-Holstein.
Im Spätherbst 1986 wurde ihm für sein Wirken der Verdienstorden der Bundesrepublik Deutschland am Bande durch den damaligen Bundespräsidenten Richard von Weizsäcker verliehen.

## Werke
- Zur Herkunft der Familie Hebbel (1933)
- Diebe und Einbrecher im Amte Flensburg (1953)
- Die Stammhufen und alten Katen in Süderschmedeby (1954)
- Die Bedeutung Westangelns in unserer Schleswig-Holsteinischen Landesgeschichte (1955)
- Die alten Bauernhöfe des Dorfes Stenderup in der Uggelharde (1956)
- Die alten Bauernhöfe in Sieverstedt und ihre Besitzer (1957)
- Zwei niederdeutsche Urkunden aus dem Zeitalter der Reformation (Einkünfte der Kirchen im Amte Flensburg) (1958)
- Ein Weltreisender aus Angeln. Ein Bericht des Kapitäns Hansen (1959)
- Clement von der Wisch. Zur Geschichte der Familie von der Wisch auf Rundhof (1963)
- Die niederdeutsche Sprache in der Verkündigung der Kirche (1964)
- Zur älteren Genealogie der Herren von der Hude. In: Zeitschrift für Niedersächsische Familienkunde (1970)
- Zur Chronik von Sieverstedt. Bemerkungen und Ergänzungen (1976)
- Zur Geschichte der drei Klöster in der Landschaft Angeln (1977)
- Zur Chronik von Sieverstedt (1979)
- Heinrich Harries, der Dichterpastor in Sieverstedt (1983)
- Die Herren von Barmstede und die Gründung des Klosters Uetersen  (Jahrbuch für den Kreis Pinneberg 1970)
- Die Herren von Haseldorf  (Jahrbuch für den Kreis Pinneberg 1968)
- Burgen und Kloster in Uetersen während des Mittelalters Jahrbuch für den Kreis Pinneberg